# المهدي بن تونس
الشيخ المهدي بن تونس (ميلاد: 26 فبراير 1928 بمستغانم، وفاة: 24 أبريل 1975 بمستغانم)، صوفي وشيخ الطريق العلاوية.

## نشأته
ولد الشيخ يوم 26 فبراير 1928 للأم لالا خيرة حفيدة الشيخ العلاوي والأب الشيخ عدة بن تونس المتوفي 1952. وبهذه المناسبة أقام الشيخ العلاوي حفلا كبيرا حظره الكثير من المدعوين وشرع في الاعتناء بالوليد الجديد وخصه بتربية مميزة طيلة الست سنوات الأولى من عمره.إن أهم ما يميز الشيخ المهدي ذاكرته القوية وذكاؤه المميز، وقد تلا بعض السور وهو ابن ست بحضور الشيخ العلاوي، وما بلغ الحادية عشر حتى حفظ القرآن كله – وكان الشيخ العلاوي قد توفي قبل ذلك الوقت ومكافأة له على ذلك الحفظ صحبه الشيخ الحاج عدة – خليفة الشيخ العلاوي – إلى الحج 1939 – خاصة وأنه صلى بالناس التراويح خلال شهر رمضان.
ومن أهم صفات الحاج المهدي
كان محبا لاستخدام الدراجة والدراجة النارية وركوب الخيل والسباحة، كان يحب الميكانيك، وهو السائق المفضل للشيخ عدة، و هو الذي رافقه في كل سفرياته.

## سيرة
عايش الشيخ المهدي مرحلة مؤلمة من تاريخ الجزائر وذلك أثناء ثورة التحرير كما عايش فترة الاستقلال التي كانت أكثر مأساة بالنسبة له من حرب التحرير. إن أشد ما عاناه ظهور دكتاتورية الرأي التي سادت النظام الاشتراكي الذي اتخذته الجزائر منهجا لها.
كان شاهدا على فترتين: الثورة والاستقلال،

## الطريقة العلاوية
تولى الشيخ المهدي شؤون الطريقة العلاوية بعد وفاة والده الشيخ الحاج عدة بالإجماع سنة 1952.

## وطنيته
رافق المهدي مند صغره الوطنيين بشكل دائم لكن دون الابتعاد عن عائلته ومؤيديه من الجزائريين أو من جنسيات أخرى – ودوره في هذه الحرب لم يكن ضد الشعب الفرنسي ولكن ضد النظام الاستعماري لمحو الظلم الذي انصب على الشعب الجزائري وليسترجع كرامته وسيادته ويزعم أنه أخفى أعماله ومشاركته في الثورة واكتفى بقوله: «إنما قمت به فهو من واجبي نحو الله والوطن» “. و ظهر أخيرا من بعض شهادات المواطنين أنه شارك في مختلف الشبكات التابعة لثورة التحرير تحت أسماء مستعارة أشهرها (سي رضوان).

## بعد الاستقلال – اعتقاله
اتخذت الجزائر نظام الاشتراكية ذات الحكم الواحد ، ولم تقبل الفئة الحاكمة نظاما آخر، وهذا النظام يلغي الغير والحاج المهدي محب للوضوح والصراحة والشفافية، فلم يعارض الاشتراكية كنظام ولكنه رفض طريقة نهجها وتسييرها لنتائجها الوخيمة على الوطن.
و لم يصمت على ذلك وأخذ ينشط لإصلاح ما يمكن ولكنه لم يقدر حق قدره:
- اقترح تكوين النادي الفكري من أجل معالجة قضايا الوطن.
- بنى مسجدا ومركزا طبيا في حي تجديت.
- أحضر طبيبا جزائريا ليسير المصالح الطبية في مستشفى مستغانم.
- اتصل بشخصيات هامة من جمعية العلماء لإصلاح ذات البين وإزالة الخلاف مع الزوايا.
- كان يطمح لتأسيس جامعة ومعهد لتعليم القرآن.
- ساعد المحتاجين والضعفاء بتوزيع الحبوب من حقول الزاوية.
- كون جمعية الشبيبة الإسلامية العلاوية التي من أهدافها التربية الروحية للشباب.

كان لهذه الإنجازات والنشاطات أثر في أثارة النظام القائم الذي لم يتركه فاعتقله ونُفي إلى جيجل 1970 سنة .ثم قام النظام بحجز ممتلكات الزاوية من وثائق وأشياء أخرى.
و أمم المسجد، ومع ذلك زاول نشاطه بعد أن أطلق سراحه.

## الوفاة
توفي في سن بلغت 47 سنة يوم 24 أفريل 1975.
في التراث الصوفي، لا يعين الشيخ أبدا خليفته، بل الجماعة التي يلزمها القيام بذلك، فيجتمع الحكماء- أي كبار الفقراء- في مجلس حيث يتعبدون ويتفكرون و يصومون. و في غضون تلك المدة، يتلقى كل واحد منهم إشارة، وهي قد تحدث عندهم إما عند حلم أو رؤيا أو عبر إلهام، وبعدئذ يتشاورون فيما بينهم، ووقع الاختيار على إبنه الشيخ خالد بن تونس.

## روابط خارجية
- الموقع الرسمي لجمعية الشيخ العلاوي للتربية والثقافة الصوفية مستغانم الجزائر
- موقع أحباب الشيخ العلاوي - فيديو لحياة الشيخ المهدي بن تونس
- الموقع الرسمي للجمعية العالمية الصوفية العلاوية - نبذة عن حياة الشيخ المهدي بن تونس باللغة الفرنسية
- الموقع الرسمي لجمعية الشيخ العلاوي لإحياء الثراث الصوفي بطنجة المغرب